# Iso Venesjärvi
Iso Venesjärvi är en sjö i kommunen Parkano i landskapet Birkaland i Finland. Sjön ligger 145,5 meter över havet. Arean är 85 hektar och strandlinjen är 6,59 kilometer lång. Sjön  ingår i Kumo älvs huvudavrinningsområde.   Den ligger omkring 89 km nordväst om Tammerfors och omkring 250 km norr om Helsingfors. 